# Ольшанець
Ольшанець (біл. вёска Альшанец) — село в складі Березинського району Мінської області, Білорусь. Село підпорядковане Погостівській сільській раді, розташоване в східній частині області.